# Terremoto de la India de 1999
El terremoto de Chamoli de 1999 ocurrió el 29 de marzo de 1999 a las 00:35 hora local en el distrito de Chamoli en el estado indio de Uttar Pradesh (ahora en Uttaranchal). El terremoto fue el más fuerte golpe a los pies de los Himalayas en más de noventa años. Aproximadamente 103 personas murieron en el terremoto. Tuvo una magnitud de 6.6.